# Hildegarde Hoyt Swiftová
Hildegarde Hoyt Swiftová (10. ledna 1890, Clinton, New York – 10. ledna 1977, Redlans, Kalifornie) byla americká spisovatelka knih pro děti a mládež. Proslavila se především svým literárním zpracováním života černošské abolicionistky a filantropky Harriet Tubmanové The Railroad to Freedom (1932, Dráha na svobodu).

## Život
Hildegarde Hoyt Swiftová se narodila roku 1890 v Clintonu ve státě New York. Vystudovala střední školu v Auburnu a pak prestižní newyorskou univerzitu The New School for Social Research. Zde se pak stala profesorkou dětské literatury. Později žila ve dřevěném srubu v Adirondack Parku nebo ve starém domě na Long Islandu.
Její práce s dětmi v New York City's Union Settlement jí inspirovala k psaní dětských knih a dvakrát za ně získala cenu Newbery Honor, jednu z nejprestižnějších cen za dětskou literaturu ve Spojených státech, Roku 1930 za příběh o stavbě železnice Little Blacknose (Malý Černý nos) a roku 1933 za své nejslavnější dílo The Railroad to Freedom (Dráha na svobodu).

## Dílo
- Little Blacknose: The Story of a Pioneer (1929, Malý Černý nos: příběh průkopníka), smyšlený příběh o stavbě železnice vyprávěný první parní lokomotivou, cena Newbery Honor za rok 1930.
- The Railroad to Freedom: A Story of the Civil War (1932, Dráha na svobodu), literárně zpracovaný životopis černošské abolicionistky a filantropky Harriet Tubmanové, cena Newbery Honor za rok 1933.
- House by the Sea (1938, Dům u moře), příběh vyprávěný domem na Long Islandu s tajnými chodbami a ukrytým pokladem, který byl postaven pirátem.
- The Little Red Lighthouse and the Great Gray Bridge (1942, Malý červený maják a velký šedivý most), pohádkový příběh o malém majáku nad manhattanskou mělčinou, který je zastíněn velkým ocelovým mostem George Washington Bridge, ale jeho důležitost se brzy opět projeví.
- North Star Shining, a Pictorial History of the American Negro (1947, Záře severní hvězdy, ilustrovaná historie amerických černochů), kniha líčí osudy významných černochů v amerických dějinách.
- The Edge of April: A Biography of John Burroughs (1957), životopis amerického přírodovědce, ochránce přírody a esejisty Johna Burroughse.
- From the Eagle's Wing; a biography of John Muir (1962), životopis amerického přírodovědce, spisovatele a zastánce ochrany divočiny Johna Muira.

## Česká vydání
- Dráha na svobodu, SNDK, Praha 1964, přeložil Alois Josef Šťastný.